# Leptoconops
Leptoconops is een geslacht van stekende muggen uit de familie van de Ceratopogonidae.

## Soorten
- L. acer Clastrier, 1973
- L. andersoni Clastrier and Wirth, 1978
- L. arnaudi Clastrier and Wirth, 1978
- L. asilomar Clastrier and Wirth, 1978
- L. atchleyi Clastrier and Wirth, 1978
- L. becquaerti (Kieffer, 1925)
- L. belkini Wirth, 1973
- L. bezzii (Noe, 1905)
- L. bidentatus Gutsevich, 1960
- L. borealis Gutsevich, 1945
- L. californiensis Wirth, 1973
- L. catawbae (Boesel, 1948)
- L. floridensis Wirth, 1951
- L. foulki Clastrier and Wirth, 1978
- L. freeborni Wirth, 1952
- L. gallicus Clastrier, 1973
- L. irritans (Noe, 1905)
- L. kerteszi Kieffer, 1908
- L. knowltoni Clastrier and Wirth, 1978
- L. linleyi Wirth, 1973

- L. lisbonnei Harant & Galan, 1944
- L. melanderi Wirth, 1973
- L. mohavensis Wirth, 1973
- L. noei Clastrier & Coluzzi, 1973
- L. pavlovskyi Dzhafarov, 1961
- L. pugnax Clastrier, 1973
- L. reesi Clastrier and Wirth, 1978
- L. sublettei Clastrier and Wirth, 1978
- L. torrens (Townsend, 1893)
- L. werneri Wirth, 1973
- L. whitseli Clastrier and Wirth, 1978